# Chelydropsis murchisoni
Chelydropsis murchisoni (лат.) — вымерший вид черепах из семейства каймановых черепах. Единственный вид монотипического рода. Жили с олигоцена по плиоцен в Европе и Азии, в том числе на территории бывшего СССР.
Впервые описана Петерсом в 1855 году по останкам панциря. Первоначально отнесена к виду рода Chelydra, затем им же переклассифицирована в 1868 году в отдельный род и вид Chelydropsis carinata. В 1977 году вид был включён в группу Chelydropsis murchisoni (F. Broin, 1977).